# Magnesi sulfide
Magnesi sulfide là một hợp chất vô cơ với công thức MgS. Nó là một loại tinh thể màu trắng nhưng thường gặp ở dạng không tinh khiết, bột màu nâu và không tinh thể.

## Điều chế và tính chất
MgS được điều chế bởi phản ứng của lưu huỳnh hoặc hydro sulfide với magie. Nó kết tinh trong cấu trúc muối đá như là pha ổn định nhất của nó, các cấu trúc sphalerit và wurtzit có thể được chế tạo bằng kỹ thuật epitaxy chùm phân tử.
Các tính chất hóa học của MgS giống với các muối sulfide của một số chất khác như của natri, bari hoặc calci. Nó phản ứng với oxy để hình thành muối sulfat tương ứng - magie sulfat. 
MgS + 2O2 → MgSO4
MgS phản ứng với nước để tạo ra hydro sulfide và magiê hydroxide.
MgS + 2H2O → Mg(OH)2 + H2S

## Ứng dụng
Trong quá trình chế tạo thép BOS, lưu huỳnh là nguyên tố đầu tiên cần được loại bỏ. Lưu huỳnh được loại bỏ khỏi sắt không tinh khiết bằng cách thêm một vài trăm kg bột magnesi bằng. Magnesi sulfide được hình thành, sau đó nó nổi trên sắt nóng chảy và được loại bỏ.
MgS là một chất bán dẫn đã được biết đến từ đầu những thập niên 1900.
MgS sử dụng như máy dò quang học cho ánh sáng cực tím bước sóng ngắn.

## Sự xuất hiện
MgS là một chất khoáng nonterrestial niningerit hiếm gặp trong một số thiên thạch.
MgS cũng được tìm thấy ở một số ngôi sao cacbon tiến hóa, chúng có tỉ số C / O > 1.